# L'Enfant sauvage
Pour l'album de Gojira, voir L'Enfant sauvage (album).
Pour plus de détails, voir Fiche technique et Distribution.
L'Enfant sauvage est un film dramatique français écrit et réalisé par François Truffaut, sorti en 1970.
Il s'agit de l'adaptation du rapport Mémoires et rapport sur Victor de l'Aveyron de Jean Itard et de l'histoire de Victor de l'Aveyron.

## Résumé
L'Enfant sauvage est l'histoire d'un enfant, capturé comme un animal en 1800 dans l'Aveyron par des paysans. Il sera tout d'abord utilisé comme une bête de foire, puis amené auprès du docteur Itard, à l'Institut national de sourds et muets de Paris. L'enfant sauvage semble être sourd et muet. Le monde scientifique, dont Philippe Pinel fait partie, le considère très majoritairement comme un attardé qui a, pour cette raison, été abandonné. Toutefois, le docteur Itard pense que ce qui apparaît comme un retard mental est le résultat de l'absence de contact avec les hommes. Il va lui apprendre le quotidien d'une vie d'enfant civilisé et le faire émerger de sa primitive animalité en lui enseignant ce qu'est le langage. Difficiles épreuves mais l'enfant sauvage articule quelques sons qui ont pour lui un sens. Victor devient son nom. Il acquiert peu à peu une humanité touchante.
Victor contemple la nature près des fenêtres où il se tient lors de ses leçons. Transition entre l'enfermement et le dehors et aussi tentation car il va un jour franchir le pas vers sa liberté perdue et s'évader. On croit un instant qu'il retourne à sa vie antérieure primitive mais il reprend le chemin de la demeure du docteur et de sa gouvernante qui l'accueillent avec joie.

## Fiche technique
- Titre original : L'Enfant sauvage
- Réalisation : François Truffaut
- Scénario, adaptation et dialogue : François Truffaut et Jean Gruault, d'après le rapport Mémoires et rapport sur Victor de l'Aveyron de Jean Itard
- Musique : Antonio Vivaldi
- Décors : Jean Mandaroux
- Costumes : Gitt Magrini
- Photographie : Néstor Almendros
- Son : René Levert, Alex Pront
- Montage : Agnès Guillemot
- Production : Marcel Berbert[2].
- Sociétés de production[3] : Les Productions Artistes Associés, Les Films du Carrosse, avec la participation de Les Artistes Associés
- Société de distribution : Les Artistes Associés, Carlotta Films[2]
- Budget : n/a
- Pays de production :  France
- Langues originales : français et langue des signes française
- Format[4] : noir et blanc — 35 mm — 1,66:1 (VistaVision) — son mono
- Genre : drame, biographique, historique
- Durée : 83 minutes
- Dates de sortie[5] :
  - France : 26 février 1970
- Classification[6] :
  - France : tous publics (visa d'exploitation no 30081 délivré le 13 février 1970)[7].
- Affiche : Jouineau Bourduge (France)

## Distribution
- Jean-Pierre Cargol : Victor
- François Truffaut : Docteur Itard
- Françoise Seigner : Mme Guérin
- Jean Dasté : Docteur Pinel
- Annie Miller : Mme Lemerie
- Claude Miller : M. Lemerie
- Jean-François Stévenin : le campagnard
- Paul Villé : Rémy
- Laura Truffaut : la fille à la ferme
- Éva Truffaut : la fille à la ferme
- Pierre Fabre : l'infirmier
- Gitt Magrini : la paysanne

## Production

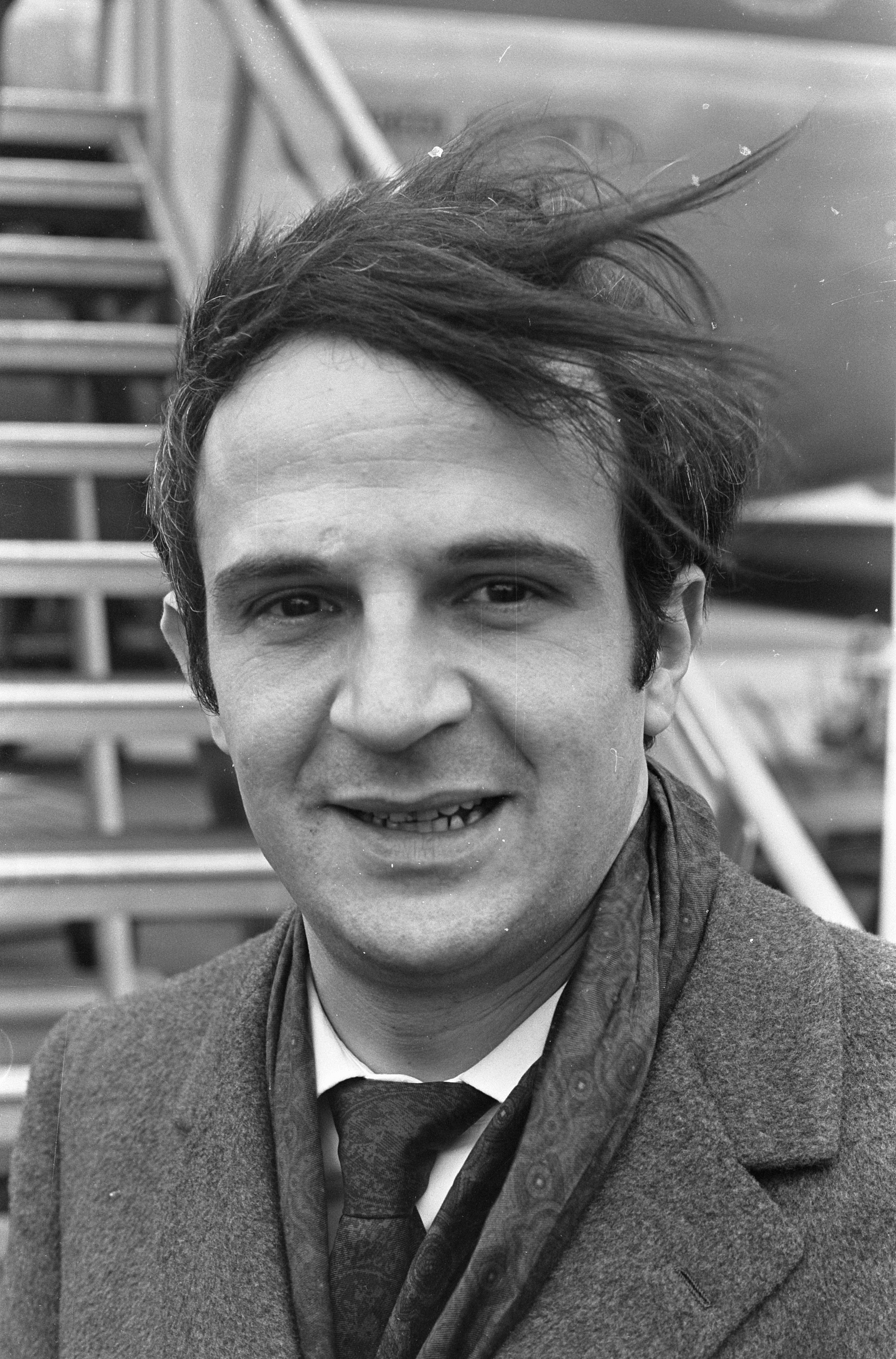
François Truffaut.

### Tournage
Le tournage se déroule entre juillet et septembre 1969 dans le Massif central.

### Musique
De ce fait, la musique est une création artificielle, opposée aux bruits de la nature. Elle se résume dans le film à deux pièces d'Antonio Vivaldi : le concerto pour mandoline en do majeur (RV 425), ainsi qu'un concerto pour piccolo et cordes en do majeur (RV 443). Son emploi illustre des scènes ou des événements qui impliquent Victor. Elle présente des étapes de son apprentissage ou de ses prises de décision et met en évidence l'opposition entre deux mondes, civilisé vs naturel.
Il n'y a pas non plus de musique de film originale pour cette raison.

## Distinction
Entre 1970 et 1971, L'Enfant sauvage a été sélectionné 7 fois dans diverses catégories et a remporté 4 récompenses.

### Récompenses
- Syndicat français de la critique de cinéma et des films de télévision 1971 : Prix de la critique du meilleur film.
- Conseil national d'examen du cinéma 1971 :
  - Prix NBR du top films étrangers,
  - Prix NBR du meilleur film en langue étrangère,
  - Prix NBR du meilleur réalisateur décerné à François Truffaut.

### Nominations
- Cercle des critiques de cinéma de New York 1970 : Meilleur scénario pour Jean Gruault et François Truffaut.
- Festival international du film de Valladolid 1970 : Meilleur film pour François Truffaut.
- Prix Laurier 1971 : Meilleur film étranger.

## Autour du film
- C'est Jean-François Stévenin, alors régisseur, qui repéra le jeune Jean-Pierre Cargol dans un camp de gitans près de Montpellier. Le garçon était le neveu de Manitas de Plata[10].
- Afin d'être au calme, Truffaut tourna en partie le film dans la propriété d'un ami, à Aubiat, non loin de Riom, dans le nord du Puy-de-Dôme[8]. D'autres scènes furent tournées dans la région dont une au pont romain du Cheix-sur-Morge, commune voisine où une plaque le rappelle.
- Le film est dédié à Jean-Pierre Léaud, François Truffaut expliquant ce choix : « parce qu'il est certainement l'acteur que j'admire le plus. Et j'ai beaucoup pensé à lui, aux 400 coups en tournant ce film[11]. »

### Documentation
- [PDF] Dossier critique sur le film sur abc-lefrance.com (en archive)
- Jean Itard, Mémoire et Rapport sur Victor de l’Aveyron, 1801 et 1806
- Patricia Robin, [PDF] « L’enfant chez Truffaut : introspection et résilience » revue Séquences (292), 14–15, octobre 2014, sur Erudit.org
- Bruno Berthier, [PDF] « L’Enfant sauvage, 1970 », université de Savoie MB, octobre 2019